# トランシーノ
トランシーノ（TRANSINO）は、第一三共ヘルスケアが発売する内服薬及び薬用化粧品のブランド名である。

## 概要
第一三共ヘルスケアの親会社で、医療用医薬品事業を手掛ける第一三共は、前身の一つであった第一製薬時代の1965年（昭和40年）に、世界初となるトラネキサム酸を開発し、医療用医薬品の抗プラスミン剤「トランサミン」を発売している。
このトラネキサム酸は以前から皮膚科医の間で肝斑によるしみへの効果が認められており、文献においても報告されているものの、治療効果についての正確な検証はされていなかった。そこで、トラネキサム酸と従来のビタミンC主薬製剤の有効成分を組み合わせた製剤を開発。臨床試験を通して効果が確認され、2007年（平成19年）に日本で初めて「しみ（肝斑に限る）」の効能を持った一般用医薬品として承認され、「トランシーノ」として発売を開始した。
2010年（平成22年）からはトラネキサム酸を美白有効成分として配合した薬用化粧品を、2014年（平成26年）からは肝斑以外のしみに向けたビタミンC主薬製剤を発売しており、しみの予防や改善に特化したトータルブランドへと発展している。
また、一部の製品は完成品を韓国や台湾へ輸出し、現地の販売会社を通じて販売されている。

## 歴史
- 2007年（平成19年）
  - 6月21日 - 業務委託先であるダイト株式会社がトラネキサム酸を配合した「しみ（肝斑）改善薬」の製造販売承認を取得[1]。
  - 9月4日 - 「トランシーノ」発売開始。当初は180錠入り・瓶包装のみの設定だった[2]。
- 2009年（平成21年）
  - 6月1日 - 薬事法（当時）の改正に伴い、「トランシーノ」が【第1類医薬品】に分類され、薬剤師が常駐する薬局や一部のドラッグストアなどの取扱となる。
  - 12月1日 - 2ヶ月分の360錠（180錠×2本）を追加発売。
- 2010年（平成22年）1月26日 - トラネキサム酸配合の美白美容液「薬用ホワイトニングエッセンス」を発売。薬用化粧品も扱うようになる。
- 2011年（平成23年）
  - 1月26日 - 美白美容液「薬用ホワイトニングエッセンス」に大容量サイズの50gを追加発売。
  - 2月3日 - 肝斑改善薬「トランシーノ」に、1日分（6錠）を1シートとしたPTP包装を追加発売。
- 2012年（平成24年）
  - 1月26日 - 美白化粧水「薬用ホワイトニングクリアローション」、日中用美白乳液「薬用ホワイトニングデイプロテクター」を発売。
  - 3月5日 - 韓国の保寧（ボリョン）製薬株式会社と韓国における独占販売権を許諾する契約を締結し、同社が韓国で「トランシーノ」の発売を開始（第一三共ヘルスケアが製品を輸出し、保寧製薬が韓国での販売とプロモーションを行う。なお、韓国では「シミ」の効能・効果を取得している）[3]。
  - 6月19日 - 台湾の友華生技醫藥股份有限公司と台湾における独占販売権を許諾する契約を締結し、同社が台湾で「薬用ホワイトニングエッセンス（現地名：傳皙娜 專業級煥白淡斑精華）」の発売を開始（第一三共ヘルスケアが製品を輸出し、友華生技醫藥股份有限公司が台湾での販売とプロモーションを行う。なお、台湾では一般化粧品に分類される）[4]。
- 2013年（平成25年）
  - 1月23日 - 夜用美白クリーム「薬用ホワイトニングリペアクリーム」と、トライアルセット「薬用ホワイトニングシリーズ3日間トライアルセット」を発売。
  - 5月10日 - 独占販売権を許諾する契約の締結により、友華生技醫藥股份有限公司が台湾で「薬用ホワイトニングデイプロテクター（現地名：傳皙娜 驅黑美白防曬隔離乳 SPF35 PA+++）」の発売を開始（第一三共ヘルスケアが完成品を供給し、友華生技醫藥股份有限公司が台湾での販売とプロモーションを行う。なお、台湾では含薬化粧品に分類される）[5]。
- 2014年（平成26年）
  - 2月12日 - 美白シートマスク「薬用ホワイトニングフェイシャルマスク」を発売。
  - 3月4日 - しみ（肝斑に限る）改善薬「トランシーノ」を1日2回服用タイプの「トランシーノII」としてリニューアルし、新たに、1日2回服用タイプのビタミンC主薬製剤「トランシーノ ホワイトC」を発売。
- 2015年（平成27年）1月21日 - 美白美容液「薬用ホワイトニングエッセンス」を処方変更（「透明感サポート成分EX」を配合）し、「薬用ホワイトニングエッセンスEX」としてリニューアル（併せて、「薬用ホワイトニングシリーズ3日間トライアルセット」もリニューアル）。
- 2016年（平成28年）1月21日 - 美白乳液「薬用ホワイトニングクリアミルク」を発売。併せて、「薬用ホワイトニングシリーズ 3日間トライアルセット」はクリアローション・エッセンスEX・リペアクリームの包数を減らす（クリアローション・エッセンスEX：各6包→各4包、リペアクリーム：3包→2包）代わりに、クリアミルク4包を新たにセットし「薬用ホワイトニングシリーズ トライアルセット」としてリニューアルされ、「薬用ホワイトニングクリアローション」・「薬用ホワイトニングデイプロテクター」・「薬用ホワイトニングリペアクリーム」・「薬用ホワイトニングフェイシャルマスク」もパッケージリニューアル（外箱の差し色やキャップの色が青に変更され、「薬用ホワイトニングクリアローション」と「薬用ホワイトニングデイプロテクター」はメーカー希望小売価格の値下げ(薬用ホワイトニングクリアローション:本体価格 3,619円→3,600円、薬用ホワイトニングデイプロテクター:本体価格 3,334円→3,300円)も行われた）。
- 2017年（平成29年）1月18日 - 薬用メイク落とし「薬用クリアクレンジング」と薬用洗顔料「薬用クリアウォッシュ」を発売。これら2製品にはトラネキサム酸が配合されていない代わりに、肌荒れ防止成分のグリチルリチン酸2Kが配合されている。
- 2018年（平成30年）1月22日 - ビタミンC主薬製剤「トランシーノ ホワイトC」を「トランシーノ ホワイトCクリア」としてリニューアルし、新たに、UVケアアイテムとして「薬用ホワイトニングCCクリーム」と「薬用UVパウダー」を発売。なお、「薬用UVパウダー」にはトラネキサム酸が配合されていない代わりに、肌荒れ防止成分のグリチルレチン酸ステアリルが配合されている。
- 2019年（平成31年）1月23日 - 「薬用ホワイトニングマスク」を処方変更（グリチルリチン酸2Kを追加配合）し、「薬用ホワイトニングマスクEX」としてリニューアルするとともに、「薬用ホワイトニングUVコンシーラー」を発売。
- 2020年（令和2年）
  - 2月10日 - 「薬用ホワイトニングマスクEX」・「薬用ホワイトニングUVコンシーラー」を除く薬用スキンケアシリーズが一斉リニューアル（一部製品はパッケージデザインの変更のみ）され、シリーズ内の全ラインナップのパッケージデザインが統一される。
  - 2月17日 - 「トランシーノ ホワイトCクリア」に240錠を追加発売。
- 2021年（令和3年）3月1日 - 「薬用ホワイトニングジュレローション」を季節限定で発売。
- 2022年（令和4年）2月10日 - 「薬用クリアウォッシュ」を処方変更し、「薬用クリアウォッシュEX」としてリニューアルするとともに、「薬用ホワイトニングスティック」を発売。洗顔料のリニューアルに伴い、「薬用スキンケアシリーズトライアルセット」も「薬用スキンケアシリーズトライアルセットn」としてリニューアル。
- 2023年（令和5年）2月10日 - ビタミンC主薬製剤「トランシーノ ホワイトCプレミアム」を発売し、美白美容液「薬用ホワイトニングエッセンスEXII」は「薬用メラノシグナルエッセンス」に、CCクリーム「薬用ホワイトニングCCクリーム」は「薬用トーンアップCCクリーム」にそれぞれ改名してリニューアル。併せて、「薬用UVプロテクター」、「薬用UVコンシーラー」もリニューアル、「薬用UVパウダーn」はパッケージデザインが変更され、「薬用スキンケアシリーズトライアルセットn」は美白美容液の改良により「薬用スキンケアシリーズトライアルセットa」へ改名してリニューアルした。

## 製品ラインナップ

### 内服薬（肝斑改善/ビタミン関連）
- トランシーノII【第1類医薬品】 - しみ（肝斑に限る）改善薬。「トランシーノ」に比べて1回の有効成分量を1.5倍としたことで、1日2回の服用となった。また、メーカー希望小売価格を値下げ（本体価格 180錠/3,790円→120錠/3,400円、360錠/7,124円→240錠/6,300円）し、新たに2週間分の60錠を追加設定して3容量となり、自社製造化された。
- トランシーノ ホワイトCクリア【第3類医薬品】 - ビタミンC主薬製剤。従来の「トランシーノ ホワイトC」の処方をベースにニコチン酸アミド（ビタミンB3）を追加配合されたほか、成人（15才以上）の服用量を1回3錠から1回2錠に変更。自社製造化された。
- トランシーノ ホワイトCプレミアム【第3類医薬品】 - ビタミンC主薬製剤。「トランシーノ ホワイトCクリア」の処方をベースに、アスコルビン酸（ビタミンC）を2,000mg（6錠中）に増量し、パントテン酸カルシウムを追加配合した処方強化型。成人（15才以上）の服用量は1回3錠である。（製造販売元:京都薬品工業）

### スキンケア関連
スキンケア製品は「薬用ホワイトニングクリアミルク」の発売に伴い、2016年1月からエクスプレステージ（ポーラ化成工業の完全子会社）に製造を委託している。全て【医薬部外品】。また、「薬用ホワイトニングフェイシャルマスクEX」は2019年1月のリニューアルより、「薬用クリアクレンジングn」・「薬用クリアウォッシュ」・「薬用ホワイトニングクリアローションEX」・「薬用ホワイトニングクリアミルクEX」・「薬用ホワイトニングエッセンスEXII」・「薬用ホワイトニングリペアクリームEX」・「薬用ホワイトニングUVプロテクター」・「薬用ホワイトニングCCクリーム」・「薬用UVパウダーn」は2020年2月のリニューアルより順次メーカー希望小売価格を設定しないノープリントプライスへ移行された（「薬用ホワイトニングUVコンシーラー」は発売当初よりノープリントプライス）。
- トランシーノ 薬用クリアクレンジングn - メイク落とし。2020年2月のリニューアルで処方変更（添加物が変更）され、「薬用クリアクレンジング」から製品名が変更された。
- トランシーノ 薬用クリアウォッシュEX - 洗顔料。2020年2月のリニューアルでパッケージデザインを変更。2022年2月のリニューアルで処方変更（毛穴・肌汚れ吸着成分ケイ酸Al・Mgと毛穴まわり肌ケア成分シーグラスエキスを配合）され、「薬用クリアウォッシュ」から製品名が変更された。
- トランシーノ 薬用ホワイトニングクリアローションEX - 美白化粧水。2020年2月のリニューアルでトレハロース硫酸Naとポリメタクリロイルオキシエチルホスホリルコリン液で構成された「角質層リファイン成分」にヒキオコシエキス-1を追加して「角質層リファイン成分EX」に強化し、「角質柔軟成分」をハス種子発酵液・アンズ果汁からセイヨウナシ果汁発酵液に変更。さらに、「薬用ホワイトニングエッセンスEX」に配合されていた「透明感サポート成分EX」、ヒメフウロエキス、「うるおい浸透ケア成分」マヨラナエキスを追加配合する処方変更と内容量の減容（175ml→150ml）を行い、「薬用ホワイトニングクリアローション」から製品名が変更された。
- トランシーノ 薬用ホワイトニングクリアミルクEX - 美白乳液。2020年2月のリニューアルで「浸透サポート成分」のシクロヘキサンジカルボン酸ビスエトキシジグリコール、「角質層リファイン成分EX」、「薬用ホワイトニングエッセンスEX」に配合されていた「透明感サポート成分EX」、エイジツエキスを追加配合する処方変更と内容量の減容（120ml→100ml）を行い、「薬用ホワイトニングクリアミルク」から製品名が変更された。
- トランシーノ 薬用メラノシグナルエッセンス - 美白美容液。30g入りと50g入りの2容量を設定。2023年2月のリニューアルで肌あれ防止成分のグリチルリチン酸2Kが追加配合され、「薬用ホワイトニングエッセンスEXII」から製品名が変更された。
- トランシーノ 薬用ホワイトニングスティック - 美白スティック状美容液。
- トランシーノ 薬用ホワイトニングリペアクリームEX - ジェル状美白クリーム。2020年2月のリニューアルで有効成分に肌荒れ防止成分のグリチルリチン酸2Kを追加配合し、「角質層リファイン成分」を「角質層リファイン成分EX」に強化。さらに、「薬用ホワイトニングエッセンスEX」に配合されていた「透明感サポート成分EX」、ヒメフウロエキス、「肌ダメージ着目成分」のエクトイン、「黄ぐすみ感着目成分」のルイボスエキス（アスパラサスリネアリスエキス）も追加配合する処方変更を行い、「薬用ホワイトニングリペアクリーム」から製品名が変更された。
- トランシーノ 薬用ホワイトニングフェイシャルマスクEX - シートマスク。
- トランシーノ 薬用ホワイトニングUVプロテクター（SPF50+/PA++++） - 美白UVベース（美白日中用乳液）。2020年2月のリニューアルでボタンエキス・コウキエキス・オウゴンエキスで構成された「日中ダメージ着目成分」を追加配合し、SPF値・PA値共に向上（SPF35/PA+++ → SPF50+/PA++++）、ウォータープルーフ処方を新たに採用する処方変更を行い、「薬用ホワイトニングデイプロテクター」から製品名が変更された。2023年2月のリニューアルでうるおい成分の「角質層リファイン成分」に含まれているトレハロース硫酸Naをトレハロースに差し替えた。
- トランシーノ 薬用トーンアップCCクリーム（SPF50+/PA++++） - 2023年2月のリニューアルで、ビロードブレークとブライトベールブルーの2種類のパウダーを追加配合。従来品の「薬用ホワイトニングCCクリーム」を踏襲するマルチベージュに加え、ピンクベージュが追加され2色展開となった。
- トランシーノ 薬用ホワイトニングUVコンシーラー（SPF50+/PA++++） - 2023年2月のリニューアルでうるおい成分の「角質層リファイン成分」に含まれているトレハロース硫酸Naをトレハロースに差し替えた。
- トランシーノ 薬用UVパウダーn（SPF50+/PA++++） - 2020年2月のリニューアルでボタンエキスとコウキエキスで構成された「紫外線ダメージ着目成分」にオウゴンエキスを追加し、PM2.5にも対応した「日中ダメージ着目成分」に強化され、SPF値を向上（SPF50 → SPF50+）する処方変更が行われ、「薬用UVパウダー」から製品名が変更された。
- トランシーノ 薬用スキンケアシリーズ トライアルセットa - 2020年2月のリニューアルでクリームを省く代わりにメイク落としと洗顔料を追加して5品に増やし、3日分から約7日分に増量してサシェットからミニチューブ・ミニボトルに容器を変更して携帯用スキンケアセットを兼ねるようになり、「薬用ホワイトニングシリーズ トライアルセット」から「薬用スキンケアシリーズ トライアルセット」へ製品名を変更。2022年2月のリニューアルで洗顔料を処方改良するとともに、メイク落としと乳液を省いて3品に減らされ、外装を紙製に変更して「薬用スキンケアシリーズ トライアルセットn」へ再度製品名を変更。2023年2月のリニューアルで美白美容液がリニューアルされ、製品名が三度変更された。

### 製造終了品
- トランシーノ【第1類医薬品】 - 錠剤タイプのしみ（肝斑に限る）改善薬。「トランシーノII」発売に伴い、2014年3月製造終了。（製造販売元：ダイト）
- トランシーノ ホワイトC【第3類医薬品】 - ビタミンC主薬製剤。「トランシーノ ホワイトCクリア」発売に伴い、2018年1月製造終了。（製造販売元：京都薬品工業）
- トランシーノ薬用ホワイトニングエッセンス【医薬部外品】 - 美白美容液。「薬用ホワイトニングエッセンスEX」へのリニューアルのため、2015年1月製造終了。（製造販売元：ポーラ化成工業）
- トランシーノ薬用ホワイトニングジュレローション - 薬用美白ジェル状化粧水。冷感成分としてメンチルグリセリルエーテルを配合しており、冷蔵庫に入れて冷やすことも可能である。付属のスパチュラにとって使用する。季節限定品。2023年1月製造終了。